# Oceaniska mästerskapet i fotboll 2002
Oceaniska mästerskapet i fotboll 2002 fungerade även som kvalificering för Fifa Confederations Cup 2003 för OFC, samt för att skicka Oceaniens lag till AFC/OFC Challenge Cup.
Lagen delades in i två gruppspel, och därefter avslutades tävlingen med utslagsturnering. Före turneringen seedades alla 12 lagen, mest efter sin FIFA-ranking 2001, även om Nya Kaledonien seedades sist, då man inte var Fifa-medlem.
De sex lägst rankade lagen kvalade mot varandra i en serie, och de högst placerade gick vidare till huvudturneringen. I huvudturneringen delades de åtta kvarstående lagen (bland annat med de sex högst rankade lagen, som stått över första kvalomgången) in i två fyralagsgrupper, där alla mötte alla. De två bästa i varje grupp gick vidare till semifinalspel.
Australien skickade ett på papperet svagare lag (Scott Chipperfield var den enda som för tillfället spelade i Europa) och misslyckades med att försvara sin titel från 2000. Man åkte på stryk mot Nya Zeeland i finalen, där Ryan Nelsen gjorde segermålet.

## Kval
Strax före gruppspelet började drog sig Cooköarna ur, och gruppspelet kom därför att bestå endast av fem lag.

### Resultat
| Nr | Lag               | S | V | O | F | GM | IM | MS  | P  |
| -- | ----------------- | - | - | - | - | -- | -- | --- | -- |
| 1  | Papua Nya Guinea  | 4 | 4 | 0 | 0 | 20 | 2  | +18 | 12 |
| 2  | Nya Kaledonien    | 4 | 3 | 0 | 1 | 25 | 4  | +21 | 9  |
| 3  | Samoa             | 4 | 2 | 0 | 2 | 8  | 9  | −1  | 6  |
| 4  | Tonga             | 4 | 1 | 0 | 3 | 7  | 18 | −11 | 3  |
| 5  | Amerikanska Samoa | 4 | 0 | 0 | 4 | 2  | 29 | −27 | 0  |
| 6  | Cooköarna         | 0 | 0 | 0 | 0 | 0  | 0  | 0   | 0  |

### Matcher
|      | 9 mars 2002 | Nya Kaledonien | 10 – 00         | Amerikanska Samoa | Toleofoa Joseph Blatter Soccer Complex |      |
| UTC+ | UTC+        | Jean-Marc Case 10′ Joris Pibke 11′, 40′, 54′, 58′, 70′ Jose Euribora Jose 25′ Robert Kauma 36′ Michel Wanakaija 55′ Tell Voudjo 74′ | (5 – 0) Rapport |                   | Apia                                   | Apia |
| UTC+ | UTC+        | |                 |                   | Apia                                   | Apia |
| UTC+ | UTC+        | |                 |                   | Apia                                   | Apia |

|  | 9 mars 2002 | Samoa                           | 2 – 0           | Tonga | Toleofoa Joseph Blatter Soccer Complex |      |
|  |             | Ben Timo 52′ Pualele Lemana 83′ | (0 – 0) Rapport |       | Apia                                   | Apia |
|  |             |                                 |                 |       | Apia                                   | Apia |
|  |             |                                 |                 |       | Apia                                   | Apia |

|  | 12 mars 2002 | Tonga                                                                                                   | 7 – 2           | Amerikanska Samoa                    | Toleofoa Joseph Blatter Soccer Complex |      |
|  |              | Amone Suli 3′, 72′, 80′ Siua Maamaloa 5′ Filisione Taufahema 19′ Kilifi Uele 29′ Heweli Vete Fifita 39′ | (5 – 1) Rapport | 15′ Duane Atualevao 70′ Savaliga Afu | Apia                                   | Apia |
|  |              | |                 |                                      | Apia                                   | Apia |
|  |              | |                 |                                      | Apia                                   | Apia |

|  | 12 mars 2002 | Papua Nya Guinea                                                  | 4 – 1           | Nya Kaledonien  | Toleofoa Joseph Blatter Soccer Complex |      |
|  |              | Paul Kombi 31′ Yanding Tomda 57′ Joe Aisa 70′ Reginald Davani 85′ | (1 – 1) Rapport | 40′ Tell Voudjo | Apia                                   | Apia |
|  |              |                                                                   |                 |                 | Apia                                   | Apia |
|  |              |                                                                   |                 |                 | Apia                                   | Apia |

|  | 14 mars 2002 | Papua Nya Guinea                                                                        | 5 – 0           | Tonga | Toleofoa Joseph Blatter Soccer Complex |      |
|  |              | Michael Lohai 19′ Francis Moiyap 61′ Reginald Davani 70′ Joe Aisa 84′ Andrew Kassam 89′ | (1 – 0) Rapport |       | Apia                                   | Apia |
|  |              |                                                                                         |                 |       | Apia                                   | Apia |
|  |              |                                                                                         |                 |       | Apia                                   | Apia |

|  | 14 mars 2002 | Samoa                                                                       | 5 – 0           | Amerikanska Samoa | Toleofoa Joseph Blatter Soccer Complex |      |
|  |              | Ben Timo 3′ Desmond Fa'aiuaso 24′, 68′ Pualele Lemana 31′ Tama Fasavalu 48′ | (3 – 0) Rapport |                   | Apia                                   | Apia |
|  |              |                                                                             |                 |                   | Apia                                   | Apia |
|  |              |                                                                             |                 |                   | Apia                                   | Apia |

|  | 16 mars 2002 | Nya Kaledonien | 9 – 0           | Tonga | Toleofoa Joseph Blatter Soccer Complex |      |
|  |              | Yves Faye 17′, 85′ Joris Pibke 18′, 26′, 85′ Tell Voudjo 18′ Jamel Kabeu 45′ Robert Kauma 74′ Jose Euribora Jose 90′ | (5 – 0) Rapport |       | Apia                                   | Apia |
|  |              | |                 |       | Apia                                   | Apia |
|  |              | |                 |       | Apia                                   | Apia |

|  | 16 mars 2002 | Samoa              | 1 – 4           | Papua Nya Guinea                                                  | Toleofoa Joseph Blatter Soccer Complex |      |
|  |              | Pualele Lemana 56′ | (0 – 2) Rapport | 20′ Paul Kombi 30′ Maori Wasi 60′ Selan Elizah 76′ Francis Moiyap | Apia                                   | Apia |
|  |              |                    |                 |                                                                   | Apia                                   | Apia |
|  |              |                    |                 |                                                                   | Apia                                   | Apia |

|  | 18 mars 2002 | Papua Nya Guinea                                                                               | 7 – 0           | Amerikanska Samoa | Toleofoa Joseph Blatter Soccer Complex |      |
|  |              | Reginald Davani 12′, 20′, 43′ Tapas Posman 32′ Joe Aisa 46′ Michael Lohai 61′ Maori Wasi 90+?′ | (4 – 0) Rapport |                   | Apia                                   | Apia |
|  |              |                                                                                                |                 |                   | Apia                                   | Apia |
|  |              |                                                                                                |                 |                   | Apia                                   | Apia |

|  | 18 mars 2002 | Samoa | 0 – 5           | Nya Kaledonien                                                       | Toleofoa Joseph Blatter Soccer Complex |      |
|  |              |       | (0 – 2) Rapport | 10′ Robert Kauma 41′, 69′ David Hay 59′ Joris Pibke 89′ Marvis Mapou | Apia                                   | Apia |
|  |              |       |                 |                                                                      | Apia                                   | Apia |
|  |              |       |                 |                                                                      | Apia                                   | Apia |

## Gruppspel

### Grupp A
| Nr | Lag            | S | V | O | F | GM | IM | MS  | P |
| -- | -------------- | - | - | - | - | -- | -- | --- | - |
| 1  | Australien     | 3 | 3 | 0 | 0 | 21 | 0  | +21 | 9 |
| 2  | Vanuatu        | 3 | 2 | 0 | 1 | 2  | 2  | 0   | 6 |
| 3  | Fiji           | 3 | 1 | 0 | 2 | 2  | 10 | −8  | 3 |
| 4  | Nya Kaledonien | 3 | 0 | 0 | 3 | 1  | 14 | −13 | 0 |

|  | 6 juli 2002 | Fiji                               | 2 – 1           | Nya Kaledonien   | Ericsson Stadium                                        |                                                         |
|  |             | Veresa Toma 23′ Junior Bukaudi 49′ | (1 – 0) Rapport | 79′ Andre Sinedo | Auckland Publik: 1 000 Domare: Derek Rugg (Nya Zeeland) | Auckland Publik: 1 000 Domare: Derek Rugg (Nya Zeeland) |
|  |             |                                    |                 |                  | Auckland Publik: 1 000 Domare: Derek Rugg (Nya Zeeland) | Auckland Publik: 1 000 Domare: Derek Rugg (Nya Zeeland) |
|  |             |                                    |                 |                  | Auckland Publik: 1 000 Domare: Derek Rugg (Nya Zeeland) | Auckland Publik: 1 000 Domare: Derek Rugg (Nya Zeeland) |

|  | 6 juli 2002 | Australien                            | 2 – 0           | Vanuatu | Ericsson Stadium                                          |                                                           |
|  |             | Damian Mori 69′ Bobby Despotovski 85′ | (0 – 0) Rapport |         | Auckland Publik: 1 000 Domare: Charles Ariiotima (Tahiti) | Auckland Publik: 1 000 Domare: Charles Ariiotima (Tahiti) |
|  |             |                                       |                 |         | Auckland Publik: 1 000 Domare: Charles Ariiotima (Tahiti) | Auckland Publik: 1 000 Domare: Charles Ariiotima (Tahiti) |
|  |             |                                       |                 |         | Auckland Publik: 1 000 Domare: Charles Ariiotima (Tahiti) | Auckland Publik: 1 000 Domare: Charles Ariiotima (Tahiti) |

|  | 8 juli 2002 | Vanuatu                  | 1 – 0           | Fiji | Ericsson Stadium                                                |                                                                 |
|  |             | Willie August Marango 6′ | (1 – 0) Rapport |      | Auckland Publik: 800 Domare: Joakim Sosongan (Papua Nya Guinea) | Auckland Publik: 800 Domare: Joakim Sosongan (Papua Nya Guinea) |
|  |             |                          |                 |      | Auckland Publik: 800 Domare: Joakim Sosongan (Papua Nya Guinea) | Auckland Publik: 800 Domare: Joakim Sosongan (Papua Nya Guinea) |
|  |             |                          |                 |      | Auckland Publik: 800 Domare: Joakim Sosongan (Papua Nya Guinea) | Auckland Publik: 800 Domare: Joakim Sosongan (Papua Nya Guinea) |

|  | 8 juli 2002 | Australien | 11 – 00         | Nya Kaledonien | Ericsson Stadium                                      |                                                       |
|  |             | Bobby Despotovski 2′, 56′ (str.), 76′, 77 ′ Steve Horvat 15′ Scott Chipperfield 22′, 35′ Damian Mori 34′ Angelo Costanzo 83′ Joel Porter 86′ Paul Trimboli 90+?′ | (5 – 0) Rapport |                | Auckland Publik: 200 Domare: Derek Rugg (Nya Zeeland) | Auckland Publik: 200 Domare: Derek Rugg (Nya Zeeland) |
|  |             | |                 |                | Auckland Publik: 200 Domare: Derek Rugg (Nya Zeeland) | Auckland Publik: 200 Domare: Derek Rugg (Nya Zeeland) |
|  |             | |                 |                | Auckland Publik: 200 Domare: Derek Rugg (Nya Zeeland) | Auckland Publik: 200 Domare: Derek Rugg (Nya Zeeland) |

|  | 10 juli 2002 | Vanuatu          | 1 – 0           | Nya Kaledonien | Ericsson Stadium                                        |                                                         |
|  |              | Richard Iwai 76′ | (0 – 0) Rapport |                | Auckland Publik: 500 Domare: Charles Ariiotima (Tahiti) | Auckland Publik: 500 Domare: Charles Ariiotima (Tahiti) |
|  |              |                  |                 |                | Auckland Publik: 500 Domare: Charles Ariiotima (Tahiti) | Auckland Publik: 500 Domare: Charles Ariiotima (Tahiti) |
|  |              |                  |                 |                | Auckland Publik: 500 Domare: Charles Ariiotima (Tahiti) | Auckland Publik: 500 Domare: Charles Ariiotima (Tahiti) |

|  | 10 juli 2002 | Australien                                                                                          | 8 – 0   | Fiji | Ericsson Stadium                                        |                                                         |
|  |              | Ante Milicic 4′ Joel Porter 7′, 12′, 45′, 52′ Ante Juric 36′ Paul Trimboli 46′ Fausto De Amicis 89′ | Rapport |      | Auckland Publik: 1 000 Domare: Derek Rugg (Nya Zeeland) | Auckland Publik: 1 000 Domare: Derek Rugg (Nya Zeeland) |
|  |              | |         |      | Auckland Publik: 1 000 Domare: Derek Rugg (Nya Zeeland) | Auckland Publik: 1 000 Domare: Derek Rugg (Nya Zeeland) |
|  |              | |         |      | Auckland Publik: 1 000 Domare: Derek Rugg (Nya Zeeland) | Auckland Publik: 1 000 Domare: Derek Rugg (Nya Zeeland) |

### Grupp B
| Nr | Lag              | S | V | O | F | GM | IM | MS  | P |
| -- | ---------------- | - | - | - | - | -- | -- | --- | - |
| 1  | Nya Zeeland      | 3 | 3 | 0 | 0 | 19 | 2  | +17 | 9 |
| 2  | Tahiti           | 3 | 2 | 0 | 1 | 6  | 7  | −1  | 6 |
| 3  | Salomonöarna     | 3 | 1 | 0 | 2 | 3  | 9  | −6  | 3 |
| 4  | Papua Nya Guinea | 3 | 0 | 0 | 3 | 2  | 12 | −10 | 0 |

|  | 5 juli 2002 | Papua Nya Guinea | 0 – 0           | Salomonöarna | North Harbour Stadium                                      |                                                            |
|  |             |                  | (0 – 0) Rapport |              | Auckland Publik: 1 000 Domare: Matthew Breeze (Australien) | Auckland Publik: 1 000 Domare: Matthew Breeze (Australien) |
|  |             |                  |                 |              | Auckland Publik: 1 000 Domare: Matthew Breeze (Australien) | Auckland Publik: 1 000 Domare: Matthew Breeze (Australien) |
|  |             |                  |                 |              | Auckland Publik: 1 000 Domare: Matthew Breeze (Australien) | Auckland Publik: 1 000 Domare: Matthew Breeze (Australien) |

|  | 5 juli 2002 | Nya Zeeland                                                          | 4 – 0           | Tahiti | North Harbour Stadium                                  |                                                        |
|  |             | Ryan Nelsen 30′ Ivan Vicelich 49′ Paul Urlovic 80′ Jeff Campbell 88′ | (1 – 0) Rapport |        | Auckland Publik: 1 000 Domare: Harry Attison (Vanuatu) | Auckland Publik: 1 000 Domare: Harry Attison (Vanuatu) |
|  |             |                                                                      |                 |        | Auckland Publik: 1 000 Domare: Harry Attison (Vanuatu) | Auckland Publik: 1 000 Domare: Harry Attison (Vanuatu) |
|  |             |                                                                      |                 |        | Auckland Publik: 1 000 Domare: Harry Attison (Vanuatu) | Auckland Publik: 1 000 Domare: Harry Attison (Vanuatu) |

|  | 7 juli 2002 | Tahiti                                                          | 3 – 2           | Salomonöarna                   | North Harbour Stadium                                      |                                                            |
|  |             | Sylvain Booene 42′ Felix Tagawa 57′ Steve Fatupua-Lecaill 90+?′ | (1 – 2) Rapport | 8′ Patterson Daudau 25′ Menapi | Auckland Publik: 1 000 Domare: Matthew Breeze (Australien) | Auckland Publik: 1 000 Domare: Matthew Breeze (Australien) |
|  |             |                                                                 |                 |                                | Auckland Publik: 1 000 Domare: Matthew Breeze (Australien) | Auckland Publik: 1 000 Domare: Matthew Breeze (Australien) |
|  |             |                                                                 |                 |                                | Auckland Publik: 1 000 Domare: Matthew Breeze (Australien) | Auckland Publik: 1 000 Domare: Matthew Breeze (Australien) |

|  | 7 juli 2002 | Nya Zeeland                                                                                                 | 9 – 1           | Papua Nya Guinea    | North Harbour Stadium                               |                                                     |
|  |             | Chris Killen 9′, 10′, 28′, 51′ Jeff Campbell 27′, 85′ Ryan Nelsen 54′ Mark Burton 87′ Raf de Gregorio 90+?′ | (4 – 1) Rapport | 35′ (str.) Joe Aisa | Auckland Publik: 1 000 Domare: Leone Rakaroi (Fiji) | Auckland Publik: 1 000 Domare: Leone Rakaroi (Fiji) |
|  |             | |                 |                     | Auckland Publik: 1 000 Domare: Leone Rakaroi (Fiji) | Auckland Publik: 1 000 Domare: Leone Rakaroi (Fiji) |
|  |             | |                 |                     | Auckland Publik: 1 000 Domare: Leone Rakaroi (Fiji) | Auckland Publik: 1 000 Domare: Leone Rakaroi (Fiji) |

|  | 9 juli 2002 | Tahiti                                  | 3 – 1           | Papua Nya Guinea    | North Harbour Stadium                              |                                                    |
|  |             | Samuel Garcia 29′ Felix Tagawa 49′, 64′ | (1 – 1) Rapport | 43′ Reginald Davani | Auckland Publik: 800 Domare: Leonie Rakaroi (Fiji) | Auckland Publik: 800 Domare: Leonie Rakaroi (Fiji) |
|  |             |                                         |                 |                     | Auckland Publik: 800 Domare: Leonie Rakaroi (Fiji) | Auckland Publik: 800 Domare: Leonie Rakaroi (Fiji) |
|  |             |                                         |                 |                     | Auckland Publik: 800 Domare: Leonie Rakaroi (Fiji) | Auckland Publik: 800 Domare: Leonie Rakaroi (Fiji) |

|  | 9 juli 2002 | Nya Zeeland                                                                    | 6 – 1           | Salomonöarna       | North Harbour Stadium                                  |                                                        |
|  |             | Ivan Vicelich 28′, 45′ Paul Urlovic 42′ Jeff Campbell 50′, 75′ Mark Burton 88′ | (3 – 0) Rapport | 73′ Henry Fa'arodo | Auckland Publik: 1 000 Domare: Harry Attison (Vanuatu) | Auckland Publik: 1 000 Domare: Harry Attison (Vanuatu) |
|  |             |                                                                                |                 |                    | Auckland Publik: 1 000 Domare: Harry Attison (Vanuatu) | Auckland Publik: 1 000 Domare: Harry Attison (Vanuatu) |
|  |             |                                                                                |                 |                    | Auckland Publik: 1 000 Domare: Harry Attison (Vanuatu) | Auckland Publik: 1 000 Domare: Harry Attison (Vanuatu) |

## Slutspel

### Slutspelsträd
|  | Semifinaler       | Semifinaler |   |        | Final      | Final |  |
|  |                   |             |   |        |            |       |  |
|  |                   |             |   |        |            |       |  |
|  | Australien (e.f.) | 2           |   |        |            |       |  |
|  | Tahiti            | 1           |   |        |            |       |  |
|  |                   |             |   |        |            |       |  |
|  |                   |             |   |        |            |       |  |
|  |                   |             |   |        | Australien | 0     |  |
|  |                   | Nya Zeeland | 1 |        |            |       |  |
|  |                   |             |   |        |            |       |  |
|  |                   |             |   |        |            |       |  |
|  |                   |             |   |        | Bronsmatch |       |  |
|  |                   |             |   |        |            |       |  |
|  | Nya Zeeland       | 3           |   | Tahiti | 1          |       |  |
|  | Vanuatu           | 0           |   |        | Vanuatu    | 0     |  |

### Semifinaler
|  |  | Australien                      | 0000 2 – 1 (e.fl.) | Tahiti            | Ericsson Stadium                                      |                                                       |
|  |  | Joel Porter 88′ Damian Mori 96′ | (0 – 1) Rapport    | 38′ Teva Zaveroni | Auckland Publik: 400 Domare: Derek Rugg (Nya Zeeland) | Auckland Publik: 400 Domare: Derek Rugg (Nya Zeeland) |
|  |  |                                 |                    |                   | Auckland Publik: 400 Domare: Derek Rugg (Nya Zeeland) | Auckland Publik: 400 Domare: Derek Rugg (Nya Zeeland) |
|  |  |                                 |                    |                   | Auckland Publik: 400 Domare: Derek Rugg (Nya Zeeland) | Auckland Publik: 400 Domare: Derek Rugg (Nya Zeeland) |

|  | 12 juli 2002 | Nya Zeeland                           | 3 – 0           | Vanuatu | Ericsson Stadium                                           |                                                            |
|  |              | Mark Burton 13′, 65′ Chris Killen 23′ | (2 – 0) Rapport |         | Auckland Publik: 1 000 Domare: Matthew Breeze (Australien) | Auckland Publik: 1 000 Domare: Matthew Breeze (Australien) |
|  |              |                                       |                 |         | Auckland Publik: 1 000 Domare: Matthew Breeze (Australien) | Auckland Publik: 1 000 Domare: Matthew Breeze (Australien) |
|  |              |                                       |                 |         | Auckland Publik: 1 000 Domare: Matthew Breeze (Australien) | Auckland Publik: 1 000 Domare: Matthew Breeze (Australien) |

### Match om tredjeplats
|  | 14 juli 2002 | Tahiti            | 1 – 0           | Vanuatu | Ericsson Stadium                                    |                                                     |
|  |              | Tetahio Auraa 65′ | (0 – 0) Rapport |         | Auckland Publik: 1 000 Domare: Leone Rakaroi (Fiji) | Auckland Publik: 1 000 Domare: Leone Rakaroi (Fiji) |
|  |              |                   |                 |         | Auckland Publik: 1 000 Domare: Leone Rakaroi (Fiji) | Auckland Publik: 1 000 Domare: Leone Rakaroi (Fiji) |
|  |              |                   |                 |         | Auckland Publik: 1 000 Domare: Leone Rakaroi (Fiji) | Auckland Publik: 1 000 Domare: Leone Rakaroi (Fiji) |

### Final
|  | 14 juli 2002 | Nya Zeeland     | 1 – 0           | Australien | Ericsson Stadium                                          |                                                           |
|  |              | Ryan Nelsen 78′ | (0 – 0) Rapport |            | Auckland Publik: 4 000 Domare: Charles Ariiotima (Tahiti) | Auckland Publik: 4 000 Domare: Charles Ariiotima (Tahiti) |
|  |              |                 |                 |            | Auckland Publik: 4 000 Domare: Charles Ariiotima (Tahiti) | Auckland Publik: 4 000 Domare: Charles Ariiotima (Tahiti) |
|  |              |                 |                 |            | Auckland Publik: 4 000 Domare: Charles Ariiotima (Tahiti) | Auckland Publik: 4 000 Domare: Charles Ariiotima (Tahiti) |